# Municipio de Union (condado de Union, Indiana)
El municipio de Union (en inglés: Union Township) es un municipio ubicado en el condado de Union en el estado estadounidense de Indiana. En el año 2010 tenía una población de 1622 habitantes y una densidad poblacional de 20,53 personas por km².

## Geografía
El municipio de Union se encuentra ubicado en las coordenadas 39°33′39″N 84°52′5″O / 39.56083, -84.86806. Según la Oficina del Censo de los Estados Unidos, el municipio tiene una superficie total de 79.02 km², de la cual 78,8 km² corresponden a tierra firme y (0,28 %) 0,22 km² es agua.

## Demografía
Según el censo de 2010, había 1622 personas residiendo en el municipio de Union. La densidad de población era de 20,53 hab./km². De los 1622 habitantes, el municipio de Union estaba compuesto por el 98,46 % blancos, el 0,25 % eran afroamericanos, el 0,12 % eran amerindios, el 0,06 % eran isleños del Pacífico, el 0,31 % eran de otras razas y el 0,8 % eran de una mezcla de razas. Del total de la población el 0,74 % eran hispanos o latinos de cualquier raza.